# Xavier Becerra
Xavier Becerra (1958. január 26. –) amerikai politikus és jogász, aki 2021 és 2025 között az Egyesült Államok egészségügy-minisztere, korábban Kalifornia legfőbb ügyésze 2017 és 2021 között. Tagja volt az Amerikai Egyesült Államok Képviselőházának 1993 és 2017 között, mikor Los Angeles belvárosát képviselte (30., 31. és 34. választókerület). A Demokrata Párt tagja, a párt képviselőházi frakcióvezetője volt 2013 és 2017 között. 2020. december 7-én Joe Biden bejelentette, hogy jelölni fogja az Egyesült Államok egészségügy-miniszteri pozíciójára. 2021. március 18-án a Szenátus 50-49 arányban jóváhagyta Becerra jelölését.
Becerra a Stanford Egyetemen végezte tanulmányait. 1986-től Art Torres szenátor adminisztratív asszisztenseként dolgozott. 1987 és 1990 között Kalifornia Igazságügyi Minisztériumának helyettes főügyésze volt, mielőtt megválasztották Kalifornia állami gyűlésébe, ahol egy ciklust szolgált. 
1992-ben választották meg először az Amerikai Egyesült Államok Képviselőházába. 1993 és 2003 között Kalifornia 30., 2003 és 2013 között a 31., 2013 és 2017 között pedig a 34. választókerületét képviselte. 2009 és 2013 között a Demokrata Párt helyettes frakcióvezetője volt.

## Választási eredmények
| Párt     | Jelölt         | Szavazatok | %      |
| -------- | -------------- | ---------- | ------ |
|          | Xavier Becerra | 34,650     | 60.88% |
|          | Leland Lieberg | 19,938     | 35.03% |
|          | Steven Pencall | 2,331      | 4.10%  |
| Összesen | Összesen       | 56,919     | 100.0  |

| Párt     | Jelölt           | Szavazatok | %      |
| -------- | ---------------- | ---------- | ------ |
|          | Xavier Becerra   | 10,417     | 31.84% |
|          | Leticia Quezada  | 7,089      | 21.67% |
|          | Albert C. Lum    | 5,128      | 15.68% |
|          | Jeff J. Penichet | 4,136      | 12.64% |
|          | Gonzalo Molina   | 2,320      | 7.09%  |
|          | Helen Hernandez  | 1,908      | 5.83%  |
|          | Roland R. Mora   | 611        | 1.87%  |
|          | Esca W. Smith    | 444        | 1.36%  |
|          | Mark A. Calney   | 336        | 1.03%  |
|          | Ysidro Molina    | 325        | 0.99%  |
| Összesen | Összesen         | 32,714     | 100.0  |

| Párt     | Jelölt              | Szavazatok | %      |
| -------- | ------------------- | ---------- | ------ |
|          | Xavier Becerra      | 48,800     | 58.41% |
|          | Morry Waksberg      | 20,034     | 23.98% |
|          | Blase Bonpane       | 6,315      | 7.56%  |
|          | Elizabeth A. Nakano | 6,173      | 7.39%  |
|          | Andrew Consalvo     | 2,221      | 2.66%  |
| Összesen | Összesen            | 83,543     | 100.0  |

| Párt     | Jelölt                      | Szavazatok | %      |
| -------- | --------------------------- | ---------- | ------ |
|          | Xavier Becerra (hivatalban) | 43,943     | 66.15% |
|          | David A. Ramirez            | 18,741     | 28.21% |
|          | R. William Weilburg         | 3,741      | 5.63%  |
| Összesen | Összesen                    | 66,425     | 100.0  |

| Párt     | Jelölt                      | Szavazatok | %      |
| -------- | --------------------------- | ---------- | ------ |
|          | Xavier Becerra (hivatalban) | 58,283     | 72.32% |
|          | Patricia Jean Parker        | 15,078     | 18.71% |
|          | Pam Probst                  | 2,759      | 3.42%  |
|          | Shirley Mandel              | 2,499      | 3.10%  |
| NLP      | Rosemary Watson-Frith       | 1,971      | 2.45%  |
| Összesen | Összesen                    | 80,590     | 100.0  |

| Párt     | Jelölt                      | Szavazatok | %      |
| -------- | --------------------------- | ---------- | ------ |
|          | Xavier Becerra (hivatalban) | 58,230     | 81.25% |
|          | Patricia Jean Parker        | 13,441     | 18.75% |
| Összesen | Összesen                    | 71,670     | 100.0  |

| Párt     | Jelölt                      | Szavazatok | %      |
| -------- | --------------------------- | ---------- | ------ |
|          | Xavier Becerra (hivatalban) | 83,223     | 83.29% |
|          | Tony Goss                   | 11,788     | 11.80% |
|          | Jason E. Heath              | 2,858      | 2.86%  |
| NLP      | Gary D. Hearne              | 2,051      | 2.05%  |
| Összesen | Összesen                    | 99,920     | 100.0  |

| Párt     | Jelölt                      | Szavazatok | %      |
| -------- | --------------------------- | ---------- | ------ |
|          | Xavier Becerra (hivatalban) | 54,569     | 81.15% |
|          | Luis Vega                   | 12,674     | 18.85% |
| Összesen | Összesen                    | 67,243     | 100.0  |

| Párt     | Jelölt                      | Szavazatok | %      |
| -------- | --------------------------- | ---------- | ------ |
|          | Xavier Becerra (hivatalban) | 89,363     | 80.21% |
|          | Luis Vega                   | 22,048     | 19.79% |
| Összesen | Összesen                    | 111,411    | 100.0  |

| Párt     | Jelölt                      | Szavazatok | %     |
| -------- | --------------------------- | ---------- | ----- |
|          | Xavier Becerra (hivatalban) | 64,952     | 100.0 |
| Összesen | Összesen                    | 64,952     | 100.0 |

| Párt     | Jelölt                      | Szavazatok | %     |
| -------- | --------------------------- | ---------- | ----- |
|          | Xavier Becerra (hivatalban) | 110,955    | 100.0 |
| Összesen | Összesen                    | 110,955    | 100.0 |

| Párt     | Jelölt                      | Szavazatok | %      |
| -------- | --------------------------- | ---------- | ------ |
|          | Xavier Becerra (hivatalban) | 76,363     | 83.82% |
|          | Stephen C. Smith            | 14,740     | 16.18% |
| FÜG      | Sal Genovese                | 3          | 0.00%  |
| Összesen | Összesen                    | 91,106     | 100.0  |

| Párt     | Jelölt           | Szavazatok | %      |
| -------- | ---------------- | ---------- | ------ |
|          | Xavier Becerra   | 120,367    | 85.62% |
|          | Stephen C. Smith | 20,223     | 14.38% |
| Összesen | Összesen         | 140,590    | 100.0  |

| Párt     | Jelölt                      | Szavazatok | %      |
| -------- | --------------------------- | ---------- | ------ |
|          | Xavier Becerra (hivatalban) | 44,697     | 72.54% |
|          | Adrienne Nicole Edwards     | 16,924     | 27.47% |
| Összesen | Összesen                    | 61,621     | 100.0  |

| Párt     | Jelölt                      | Szavazatok | %      |
| -------- | --------------------------- | ---------- | ------ |
|          | Xavier Becerra (hivatalban) | 122,842    | 77.18% |
|          | Adrienne Nicole Edwards     | 36,314     | 22.82% |
| Összesen | Összesen                    | 159,156    | 100.0  |

| Párt     | Jelölt           | Szavazatok | %      |
| -------- | ---------------- | ---------- | ------ |
|          | Xavier Becerra   | 7,790,743  | 63.57% |
|          | Steven C. Bailey | 4,465,587  | 36.43% |
| Összesen | Összesen         | 12,256,330 | 100.0  |